# Funhouse
Funhouse − piąty album studyjny amerykańskiej wokalistki pop-rockowej Pink. Został wydany w październiku 2008 roku nakładem wytwórni LaFace Records. Po oficjalnej premierze krążek zajął pierwszą pozycję na listach w sześciu krajach, m.in. w Australii, Nowej Zelandii, Holandii oraz w Wielkiej Brytanii, a debiutował na pozycji #2 w krajach takich, jak Niemcy, Irlandia, Francja oraz Stany Zjednoczone.
Pierwszy singel promujący płytę, „So What”, wspiął się na szczyty list przebojów w około dwudziestu krajach, włączając w to Billboard Hot 100. To pierwszy tak poważny sukces w karierze artystki. Osiągnął także na pozycję #1 w notowaniu Australian ARIA Singles Chart, gdzie ogółem był notowany przez szesnaście tygodni. Następne single z krążka, „Sober”, „Please Don’t Leave Me” oraz „Funhouse” i regionalny utwór „Bad Influence”, znajdowały się na listach Top 20 Hits. Na kolejny światowy singel obrano piosenkę „I Don’t Believe You”, a styczniem 2010 r. odbyła się premiera finalnego singla promującego album − „Glitter in the Air”.
Pierwotnie album miał nosić tytuł Heartbreak Is a Motherfucker, ze względu na fakt, że w piosenkach wokalistka otwarcie śpiewa o rozstaniu z mężem, jednak podczas sesji nagraniowej para kilkukrotnie się schodziła. Tytuł został zmieniony w celu uniknięcia różnej reakcji społeczeństwa, która mogłaby znacznie osłabić sprzedaż. Od daty premiery sprzedano około 5 milionów kopii.
Nagrania w Polsce uzyskały certyfikat złotej płyty.
Podobnie jak poprzednia płyta I’m Not Dead, Funhouse doczekał się reedycji, która została wydana 26 października 2009, równo rok po premierze podstawowej edycji. Zawiera ona dwanaście standardowych utworów plus piosenkę „This Is How It Goes Down” oraz wcześniej niepublikowane nagranie „Push You Away”. Podobnie jak Platinum Edition of I'm Not Dead, do pakietu dodano płytę DVD, na której znalazły się wideoklipy piosenkarki, występy na żywo oraz nagranie, na którym Pink opowiada o inspiracji nagrania albumu. Płyta w wersji Tour Edition została wydana wraz z DVD wokalistki Funhouse Tour: Live in Australia jako dodatkowa płyta z nagraniami live.

## Lista utworów

### Utwory standardowe
| #  | Tytuł                   | Autor                                                  | Producent                             | Czas |
| -- | ----------------------- | ------------------------------------------------------ | ------------------------------------- | ---- |
| 1  | „So What”               | Pink, Max Martin, Shellback                            | Max Martin                            | 3:35 |
| 2  | „Sober”                 | Pink, Nathaniel Hills, Kara DioGuardi, Marcella Ariaca | Danja, Tony Kanal, Jimmy Harry        | 4:11 |
| 3  | „I Don’t Believe You”   | Pink, Max Martin                                       | Max Martin                            | 4:36 |
| 4  | „One Foot Wrong”        | Pink, Francis White                                    | Eg White                              | 3:24 |
| 5  | „Please Don’t Leave Me” | Pink, Max Martin                                       | Max Martin                            | 3:52 |
| 6  | „Bad Influence”         | Pink, Butch Walker, Billy Mann, MachoPsycho            | Butch Walker, Billy Mann, MachoPsycho | 3:37 |
| 7  | „Funhouse”              | Pink, Tony Kanal, Jimmy Harry                          | Tony Kanal, Jimmy Harry               | 3:25 |
| 8  | „Crystal Ball”          | Pink, Billy Mann                                       | Billy Mann                            | 3:26 |
| 9  | „Mean”                  | Pink, Butch Walker                                     | Butch Walker                          | 4:15 |
| 10 | „It's All Your Fault”   | Pink, Max Martin, Shellback                            | Max Martin                            | 3:53 |
| 11 | „Ave Mary A”            | Pink, Billy Mann, Pete Wallace                         | Billy Man, Al Clay                    | 3:17 |
| 12 | „Glitter in the Air”    | Pink, Billy Mann                                       | Billy Mann                            | 3:45 |

### Utwory dodatkowe
Australia - edycja standardowa
1. „This Is How It Goes Down” (feat. Travis McCoy) – 3:21

Australia - iTunes
1. „This Is How It Goes Down” (feat. Travis McCoy) – 3:21
2. „Could've Had Everything" – 3:07
3. „So What” (Video)

Wielka Brytania i Japonia - edycja standardowa
1. „This Is How It Goes Down” (feat. Travis McCoy) – 3:21
2. „Boring” (Pink, Martin, Shellback)  – 3:15
3. „So What” (Video)

Wielka Brytania - edycja iTunes
1. „This Is How It Goes Down” (feat. Travis McCoy) – 3:21
2. „Why Did I Ever Like You”  – 3:22

Stany Zjednoczone - edycja iTunes
1. „Why Did I Ever Like You” (Pink, Greg Wells) – 3:22
2. „Could've Had Everything”  (Pink, Eg White)  – 3:07
3. „So What” (Video)
4. „This Is How It Goes Down” (Pre-Order Only) – 3:21

The Album Collection
1. „This Is How It Goes Down” (feat. Travis McCoy) – 3:21
2. „Boring” (Pink, Martin, Shellback)  – 3:15

## Sprzedaż
| Sprzedaż światowa |
| ----------------- |
| ~ 6,500,000       |